# یواس‌اس ال-۳ (اس‌اس-۴۲)
یواس‌اس ال-۳ (اس‌اس-۴۲) (به انگلیسی: USS L-3 (SS-42)) یک زیردریایی بود که طول آن ۱۶۷ فوت ۵ اینچ (۵۱٫۰۳ متر) بود. این زیردریایی در سال ۱۹۱۵ ساخته شد.